# Йосаш
Йосаш (рум. Iosaș) — село у повіті Арад в Румунії. Входить до складу комуни Гурахонц.
Село розташоване на відстані 358 км на північний захід від Бухареста, 79 км на схід від Арада, 111 км на південний захід від Клуж-Напоки, 103 км на північний схід від Тімішоари.

## Населення
За даними перепису населення 2002 року у селі проживали 266 осіб, усі — румуни. Усі жителі села рідною мовою назвали румунську.